# جرج ادواردز (طبیعی‌دان)
جرج ادواردز (به انگلیسی: George Edwards)، (زاده ۳ آوریل ۱۶۹۴–۲۳ ژوئیه ۱۷۷۳) طبیعی‌دان و پرنده‌شناس انگلیسی بود. وی به عنوان پدر علم پرنده‌شناسی شناخته شده است.
جرج در استراتفورد، لندن به دنیا آمد. در سال‌های اولیه زندگی‌اش به‌طور گسترده‌ای در قاره اروپا مسافرت کرده و درتاریخ طبیعی مطالعه کرد؛ و به خاطر نقاشی‌های رنگی‌اش که از حیوانات به ویژه پرندگان می‌کشید شهرتی کسب کرد.

## کتابدار کالج سلطنتی پزشکان
در سال ۱۷۳۳، با توصیه هنس اسلون به عنوان کتابدار کالج سلطنتی پزشکان منصوب شد. (سر هنس اسلون، مؤسس موزه بریتانیا، برای سال‌ها جرج ادواردز را به عنوان نقاش تاریخ طبیعی استخدام کرده بود. او برای سر هنس اسلون شکل‌های مینیاتوری از پرندگان کشید. ادواردز هفته‌ای یکبار با سراسلون ملاقات می‌کرد تا قهوه‌ای خورده و از خبرهای جدید مطلع شود. سر اسلون سالانه هزینهٔ کارهای اینچنینی ادواردز را پرداخت می‌کرد). جرج سی و شش سال به عنوان کتابدار خدمت کرد. او به عنوان همکار انجمن سلطنتی کتابهای کمیاب برگزیده شد. او برنده مدال کاپلی شد.

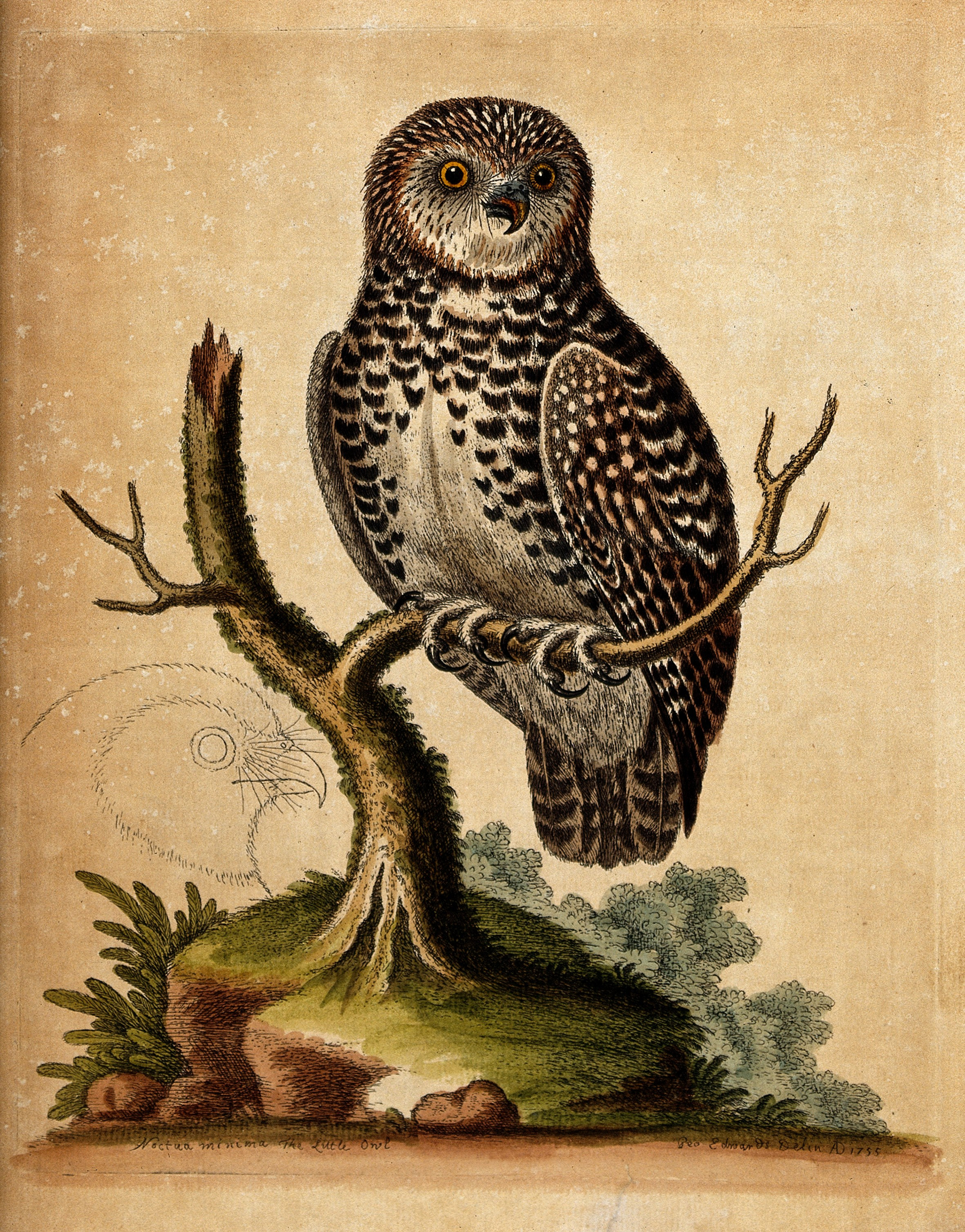
قلم‌زنی از کتاب گزیده‌هایی از تاریخ طبیعی، جلد ۱ : جغد کوچک

## پرنده‌شناسی
در سال ۱۷۴۳ او اولین جلد کتابش «تاریخچه طبیعی پرندگان کمیاب» را منتشر کرد، که جلد چهارم آن در سال ۱۷۵۱ منتشر شد، و سه جلد تکمیلی، با نام گزیده‌هایی از تاریخ طبیعی در سال ۱۷۵۸، ۱۷۶۰، و ۱۷۶۴ چاپ شد. دو اثر او که شامل حکاکی و توصیف بیش از ۶۰۰ موضوع در تاریخ طبیعی است پیش از او توصیف یا ترسیم نشده بود. به‌علاوه او یک فهرست عمومی به زبان فرانسه و انگلیسی به آن اضافه کرد، که بعدها خود لینه نام‌های آن‌ها را با روش لینه به فهرست افزود. بعدها او در پلاستو، اسکس بازنشسته شد و در سن ۸۰ سالگی در همان‌جا درگذشت.

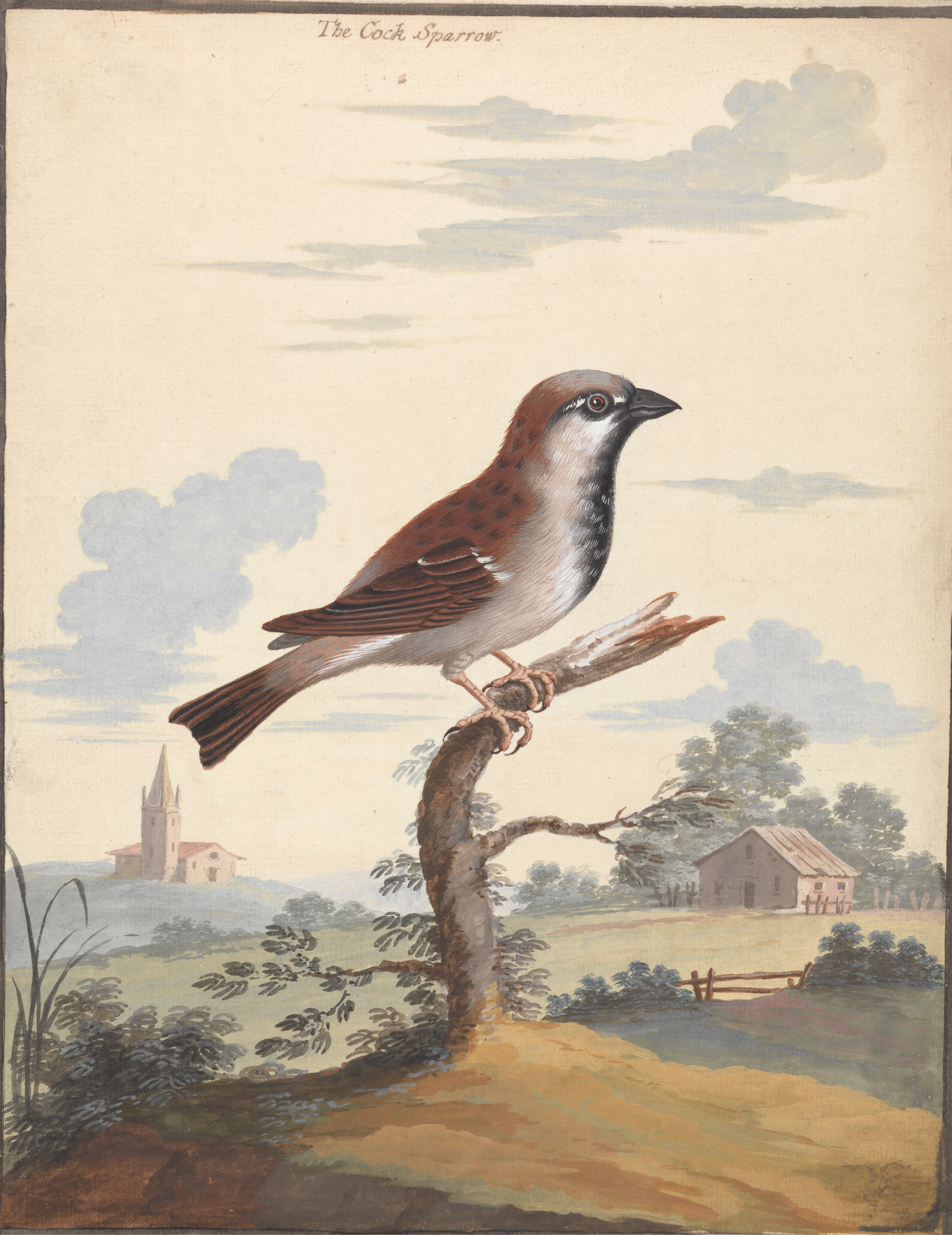
The Cock Sparrow، بدون تاریخ، اثر جرج ادواردز.

او همچنین «مقالاتی در تاریخ طبیعی» را در سال ۱۷۷۰ و «اصول فسیل‌شناسی» را در سال۱۷۷۶ نوشت.
یک زیرگونه از مار آمریکای شمالی به افتخار او نامیده شده است.